# تكريد

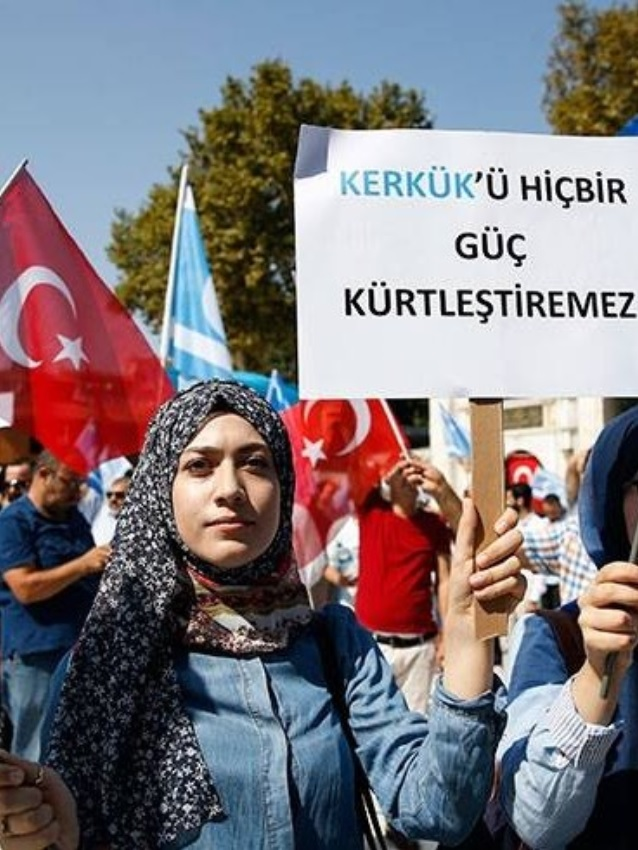
شابة عراقية تتظاهر في مدينة كركوك ضد سلطة اقليم كردستان العراقي .مكتوب على اللوحة التي تحملها باللغة التركية: «لا قوة يمكن أن تجعل كركوك كردية.»

لا يوجد شيء اسمها تكريد لان الكورد ليس لديهم دولة مصطلح التكريد مصطلح مصطنع من قبل اعداء الكورد لضعفهم سياسيا كيف يمكن لشعب ان يفرض هويته على شعب اخر بدون ان يملك دولة و القوة تغير الهوية يحتاج إلى قوة لذلك بدون ان يكون لديك دولة لا تستطيع أن تفرض هويتك على شعب اخر يستعمل المصطلح حاليًا لوصف محاولات فرض الهوية الكردية على الأقليات التي تسكن في مناطق متاخمة لإقليم كردستان وخاصة في كركوك وسنجار وسهل نينوى والمناطق الأخرى التي ينتشر فيها كل من السريان (كلدان و آشوريين ) وتركمان وشبك 

## تركيا

### اللاجئون القوقازيون (1860 - 1910)
عندما وصل اللاجئون من القوقاز إلى الدولة العثمانية، قررت القسطنطينية عدم توطينهم في كردستان بسبب الفقر المدقع ونقص الموارد المادية اللازمة لهم. ومع ذلك، وبعد مرور بعض الوقت، بدأت الدولة العثمانية تنظر إلى اللاجئين كفرصة لتقليص المطالب الكردية في المنطقة وسمحت لهم بالاستقرار فيها. في عام 1862، وصل لاجئون شركس من قبيلة الشابسوغ إلى المناطق الكردية في أخلاط وعادلجواز، واستقروا في ثلاث قرى كردية هي يوغورتيماز وخانك (تشوكورتارلا) وديفليك، وأسسوا فيما بعد قرية كوكش (يولجاتي).
وصلت أول موجة كبيرة من لاجئي القوقاز إلى كردستان في عام 1864، عندما استقر ما بين 15,000 إلى 20,000 لاجئ في ساريقاميش، حيث أسسوا قرى جديدة واستقروا في القرى اليونانية والأرمنية المهجورة. تمثلت أكبر مجموعة من اللاجئين في الشركس الذين فروا من منطقة شركيسيا (التي كانت جزءًا من الإمبراطورية الروسية) خلال أحداث الإبادة الجماعية للشركس.
بالتزامن مع الهجرة الشركسية، استقر الأوسيتيون في قريتي خوليك (أوتلويازي) وأغجافيران في أخلاط. وفقًا لضابط الاستخبارات الروسي ألكسندر كوليوباكن، عاش ما لا يقل عن 1500 أوسيتي في ولاية بدليس العثمانية في أواخر ثمانينيات القرن التاسع عشر.
أما الشيشان والإنغوش فقد استقروا في منطقة وارتو، في قرى أرينجيك (قييباشي) وتشاربوخور (باغيجي) وتيبيكوي وأرتيت (سيرينوفا) وأولوسيرت وأرينتش (تشوغورلو).
منذ المراحل المبكرة، خضع هؤلاء القادمون من القوقاز إلى سياسة التكريد، فأصبحت الكردية لغتهم الأم.

### تحضّر الكرد
مع رحيل السكان غير المسلمين من العديد من المدن والمناطق التي تضم كثافة سكانية كردية أعلى، هاجرت أيضًا المجتمعات المسلمة المحلية في المدن إلى مدن مثل غازي عنتاب وإزمير وأضنة وأنقرة وإسطنبول. تسببت عملية إدخال الجرارات الزراعية إلى المجتمعات الريفية الكردية خلال خمسينيات القرن العشرين، ولاحقًا هجرة القرى بسبب الثورات الكردية، في هجرة عدد كبير من الأكراد إلى المدن القريبة التي كانت تفقد سكانها الأصليين مثل ديار بكر، وكذلك إلى مدن بعيدة مثل مرسين، ما أدى إلى تتريك النسيج العِرقي جزئيًا أو كليًا. تمثل الهدف من عمليات إعادة التوطين وإخلاء القرى الكردية من سكانها هو تتريك السكان الأكراد، أو بحسب اسماعيل بشيكجي، تدمير الأمة الكردية.

## العراق

### بعد عام 2011
اشتكى بعض الآشوريين في إقليم كردستان العراق من أن خطط البناء «تهدف إلى إحداث تغيير ديموغرافي يؤدي إلى تقسيم الكتل الآشورية». أفاد بعض الإيزيديين والشبك والتركمان بأنهم واجهوا سياسة للسيطرة الثقافية والأمنية ضدهم.
وفقًا للاقتصادي ديفيد غنيم المقيم في السويد، فإن هدف بعض السياسات التي تتبعها حكومة إقليم كردستان كان دفع مجتمعات الشبك والإيزيديين إلى التعريف عن أنفسهم كأكراد، وهو ما نفته سلطات الإقليم بشدة. زعم غنيم أيضَا أن السلطات الكردية تعمل على فرض الهوية الكردية على الإيزيديين والشبك.
اتُّهمت حكومة إقليم كردستان أيضًا بمحاولة تكريد مناطق أخرى مثل سهل نينوى وكركوك من خلال تقديم الدعم المالي للأكراد الراغبين في الاستقرار في تلك المناطق.

### كركوك
أثناء سيطرة القوات الكردية على مدينة كركوك، حاولت تلك القوات تكريد المدينة. تعرض السكان التركمان والعرب في كركوك للترويع والمضايقات وأُجبروا على مغادرة منازلهم، وذلك بهدف زيادة الوجود الديموغرافي الكردي في كركوك وتعزيز المطالب الكردية بالمدينة. أقرت عدة تقارير لمنظمة هيومن رايتس ووتش بالتفصيل عمليات مصادرة وثائق عائلات تركمانية وعربية، ما حال دون تمكنهم من التصويت وشراء الممتلكات والسفر. تم احتجاز سكان تركمان من كركوك من قِبَل القوات الكردية وأُجبروا على مغادرة المدينة. قامت السلطات الكردية بطرد مئات العائلات العربية من المدينة وهدمت منازلهم في هذه العملية.
وثقت تقارير للأمم المتحدة منذ عام 2006 أن السلطات الكردية وقوات البيشمركة كانت تقوم بعمليات شرطة غير قانونية في كركوك وغيرها من المناطق المتنازع عليها، وأن هذه الميليشيات قامت باختطاف تركمان وعرب وتعذيبهم.